# Summa contra gentiles
Summa contra gentiles (łac. Suma przeciwko poganom, zwana także Summą filozoficzną w odróżnieniu od Summy teologicznej) – jedno z głównych dzieł filozoficzno-teologicznych św. Tomasza z Akwinu, napisane około roku 1264.

## Treść
Jest to praca o charakterze filozoficznym. Dawniej uważano, że została napisana na prośbę św. Rajmunda z Penyafort OP dla misjonarzy dominikańskich na terenach muzułmańskich. Według historyków pogląd ten jest błędny, o czym świadczy znikomość tematyki muzułmańskiej w dziele i widoczna mała jej znajomość ze strony Autora. Dzieło dotyczy nie tylko muzułmanów czy pogan, lecz także herezji. Summa posiada więc charakter bardziej dogmatyczny, mądrościowy niż misyjny czy apologetyczny.
Summa contra gentiles składa się z czterech ksiąg:
- księga pierwsza, dotycząca Boga i jego istoty,
- księga druga, dotycząca Stworzenia Świata,
- księga trzecia, dotycząca znajdowania szczęścia w Bogu i życia zgodnie z normami etycznymi,
- księga czwarta, dotycząca fundamentalnych prawd chrześcijańskich.

Szacuje się, że prace nad dziełem trwały sześć lat.

## Wydanie krytyczne
Niektóre wydania krytyczne:
- Liber de veritate catholicae Fidei contra errores infidelium seu Summa contra Gentiles, t. 1-3, ed. P. Marc, C. Pera, P. Caramello, Taurini 1961-1967.

## Polskie wydania sumy
- Summa filozoficzna (Contra Gentiles), Kraków 1930, 1933, 1935.
- Summa contra gentiles. Prawda wiary chrześcijańskiej w dyskusji z poganami, innowiercami i błądzącymi; przeł. Zofia Włodek, Włodzimierz Zega, Wydawnictwo W drodze:
  - Tom I (Księga I i II) – Poznań 2003, s. 608, ISBN 83-7033-456-3.
  - Tom II (Księga III) – Poznań 2007, s. 478, ISBN 978-83-7033-596-0.
  - Tom III (Księga IV) – Poznań 2011, s. 396, ISBN 978-83-7033-774-2.